# روبرتو فيلا
روبرتو فيلا (بالإيطالية: Roberto Villa)‏ هو ممثل إيطالي، ولد في 2 ديسمبر 1915 في المغرب، وتوفي في 30 يونيو 2002 في إيطاليا.

## وصلات خارجية
- روبرتو فيلا على موقع IMDb (الإنجليزية)
- روبرتو فيلا على موقع ألو سيني (الفرنسية)
- روبرتو فيلا على موقع أول موفي (الإنجليزية)
- روبرتو فيلا على موقع قاعدة بيانات الأفلام السويدية (السويدية)
- روبرتو فيلا على موقع قاعدة بيانات الفيلم (الإنجليزية)
- روبرتو فيلا على موقع كينوبويسك (الروسية)